# SAAB 210
SAAB 210 е малък шведски експериментален самолет, чиято цел е била тестването на концепцията на двойните делтоидни криле, схема, която за пръв път е приложена на изтребителя Дракен. SAAB 210 e умален модел именно на този изтребител. Първият си полет Lilldraken (малък дракон), както е наречен, извършва на 21 януари 1952 година. SAAB 210 участва и в празненствата по случай 700-годишнината от основаването на Стокхолм на 6 юни 1953, като прелита няколко пъти над центъра на града. Единственият съществуващ екземпляр се намира днес в музея на SAAB в Линшьопинг.